# 愛の秘密
『愛の秘密』（あいのひみつ）は、1976年5月10日～7月2日にTBS「花王 愛の劇場」枠にて放送された昼ドラマである。

## キャスト
- 綾子 - 三ツ矢歌子
- 山本耕一
- 土屋嘉男
- 新倉博

## スタッフ
- 演出 - 菱田義雄
- 制作 - TBS､松竹

## 主題歌
- 「愛のほつれ」（歌：ジュディ・オング）
  - 作詞：石坂まさを／作曲・編曲：土田啓四郎